# Oberamt Spaichingen

Karte der württembergischen Oberämter, Stand 1926

Das Oberamt Spaichingen war ein württembergischer Verwaltungsbezirk (auf beigefügter Karte #49), der 1934 in Kreis Spaichingen umbenannt und 1938 aufgelöst wurde, wobei seine Gemeinden an die Landkreise Tuttlingen, Balingen und Rottweil fielen. Allgemeine Bemerkungen zu württembergischen Oberämtern siehe Oberamt (Württemberg).
Der von 1818 bis 1924 dem Schwarzwaldkreis zugeordnete Bezirk grenzte an die württembergischen Oberämter Balingen, Rottweil und Tuttlingen, das badische Bezirksamt Meßkirch sowie die hohenzollerischen Exklaven Wilflingen und Beuron.

## Geschichte

Oberamt Spaichingen, Gebietsstand 1813, mit den früheren Herrschafts- und Ämtergrenzen

Das Oberamt entstand 1806, nachdem Württemberg die vormals österreichische Grafschaft Hohenberg in Besitz genommen hatte. Bis 1811 erfolgte eine Reihe von Änderungen, siehe unten.

### Ehemalige Herrschaften
1813, nach Abschluss der Gebietsreform, setzte sich der Bezirk aus Bestandteilen zusammen, die im Jahr 1800 zu folgenden Herrschaften gehört hatten:
- Vorderösterreich
 Die meisten der zur oberen Grafschaft Hohenberg zählenden Orte waren dem österreichischen Oberamt Spaichingen unmittelbar unterstellt. Nusplingen, Obernheim und Dormettingen gehörten zur Herrschaft Kallenberg, die an die Freiherren von Ulm-Erbach verliehen war.
- Herzogtum Württemberg
 Aldingen, das einzige evangelische Dorf des Bezirks, zählte zum weltlichen Amt Tuttlingen.
- Waldburg-Zeil-Trauchburg
 Dorf und Schloss Balgheim fielen 1792 durch Erbschaft an Waldburg.
- Kloster Rottenmünster
 Zum Territorium des Zisterzienserinnenklosters gehörten Aixheim und Frittlingen.
- Reichsritterschaft
 Beim Ritterkanton Neckar-Schwarzwald der schwäbischen Ritterschaft waren die Herrschaften Dotternhausen (mit Roßwangen, Grafen von Bissingen-Nippenburg) und Oberhausen (mit dem Dorf Hausen am Tann, von Pach) immatrikuliert. Die Herrschaft Mühlheim der Freiherren von Enzberg, zu der auch die Dörfer Böttingen, Königsheim und Mahlstetten gehörten, steuerte zum Ritterkanton Hegau.

## Gemeinden

### Einwohnerzahlen 1875
Folgende Gemeinden waren 1875 dem Oberamt Spaichingen zugeordnet:
| Nr. | frühere Gemeinde | Einwohner | heutige Gemeinde        |
| --- | ---------------- | --------- | ----------------------- |
| 1   | Spaichingen      | 2388      | Spaichingen             |
| 2   | Aixheim          | 893       | Aldingen                |
| 3   | Aldingen         | 1548      | Aldingen                |
| 4   | Balgheim         | 426       | Balgheim                |
| 5   | Böttingen        | 627       | Böttingen               |
| 6   | Bubsheim         | 642       | Bubsheim                |
| 7   | Deilingen        | 1205      | Deilingen               |
| 8   | Denkingen        | 1006      | Denkingen               |
| 9   | Dürbheim         | 791       | Dürbheim                |
| 10  | Egesheim         | 552       | Egesheim                |
| 11  | Frittlingen      | 1028      | Frittlingen             |
| 12  | Gosheim          | 745       | Gosheim                 |
| 13  | Königsheim       | 382       | Königsheim              |
| 14  | Mahlstetten      | 575       | Mahlstetten             |
| 15  | Nusplingen       | 1228      | Nusplingen              |
| 16  | Obernheim        | 1096      | Obernheim               |
| 17  | Rathshausen      | 698       | Ratshausen              |
| 18  | Reichenbach      | 436       | Reichenbach am Heuberg  |
| 19  | Schörzingen      | 732       | Schömberg               |
| 20  | Wehingen         | 1193      | Wehingen                |
| 21  | Weilen u. d. R.  | 330       | Weilen unter den Rinnen |
|     | Summe            | 18521     |                         |

### Änderungen im Gemeindebestand

Gemeinden und Markungen um 1860

Nach den Organisationsedikten der Jahre 1806 bis 1808 setzte sich das Oberamt Spaichingen aus folgenden Orten zusammen: Spaichingen, Bubsheim, Dautmergen, Deilingen, Denkingen, Dürbheim, Egesheim, Gosheim, Gunningen, Ratshausen, Reichenbach, Schömberg, Schörzingen, Wehingen, Weilen unter den Rinnen (alle vormals österreichisch);
Rottenmünster (nur vorübergehend), Aixheim, Frittlingen, Lauffen ob Rottweil, Neukirch, Zepfenhan (früheres Klostergebiet);
Hausen ob Verena, Rietheim, Balgheim, Zimmern unter der Burg.
1810 kamen Aldingen, Böttingen, Königsheim und Mahlstetten vom Oberamt Tuttlingen hinzu, Dormettingen, Dotternhausen, Hausen am Tann, Obernheim und Roßwangen vom Oberamt Balingen, außerdem Nusplingen und Renquishausen vom aufgelösten Oberamt Ebingen. Abgegeben wurden Gunningen, Hausen ob Verena und Rietheim ans Oberamt Tuttlingen, Aixheim, Lauffen, Neukirch, Schömberg und Zimmern ans Oberamt Rottweil.
1811 kam Aixheim wieder zum Oberamt Spaichingen zurück, dafür wurden Dautmergen und Zepfenhan dem Oberamt Rottweil zugeteilt. Renquishausen wechselte zum Oberamt Tuttlingen.
1828 erhielt Spaichingen das Stadtrecht.
1835 wurde Kraftstein von Mahlstetten nach Mühlheim (Oberamt Tuttlingen) umgemeindet.
1842 wurden die Gemeinden Dormettingen, Dotternhausen, Hausen am Tann (mit Oberhausen) und Roßwangen vom Oberamt Spaichingen ins Oberamt Rottweil versetzt.
1909 wurde die Markung Hohenberg (Gemeinde Deilingen) aufgehoben und ein Teil davon an die Gemeinde Schörzingen abgegeben.

## Amtsvorsteher
Die Oberamtmänner des Oberamts Spaichingen von 1807 bis zur Auflösung 1938 waren:
- 1807–1816: Franz Michael Hezinger
- 1816–1824: Caspar Schwarz (Amtsverweser)
- 1824–1834: Johann Christian Hirzel
- 1834–1843: Ernst Ludwig Wilhelm Widenmann
- 1843–1852: Gottlob Friedrich Kinzelbach
- 1852–1860: Eberhard Friedrich Zais
- 1860–1867: Karl Adolf Holland
- 1867–1872: Gustav Adolph Bockshammer
- 1872–1874: Heinrich Stahl
- 1874–1882: Johann Adam Kirchgraber
- 1882–1890: Emil Haller
- 1891–1898: Friedrich Aschenauer
- 1898–1900: Josef Anton Lämmle
- 1900–1924: Andreas Locher
- 1924–1925: Alfred Doll (Amtsverweser)
- 1925–1929: Maximilian Binder (Amtsverweser)
- 1929–1935: Helmuth Maier
- 1935–1938: Heinz Ritter